# Bulgarischer Soldatenfriedhof Novo Selo

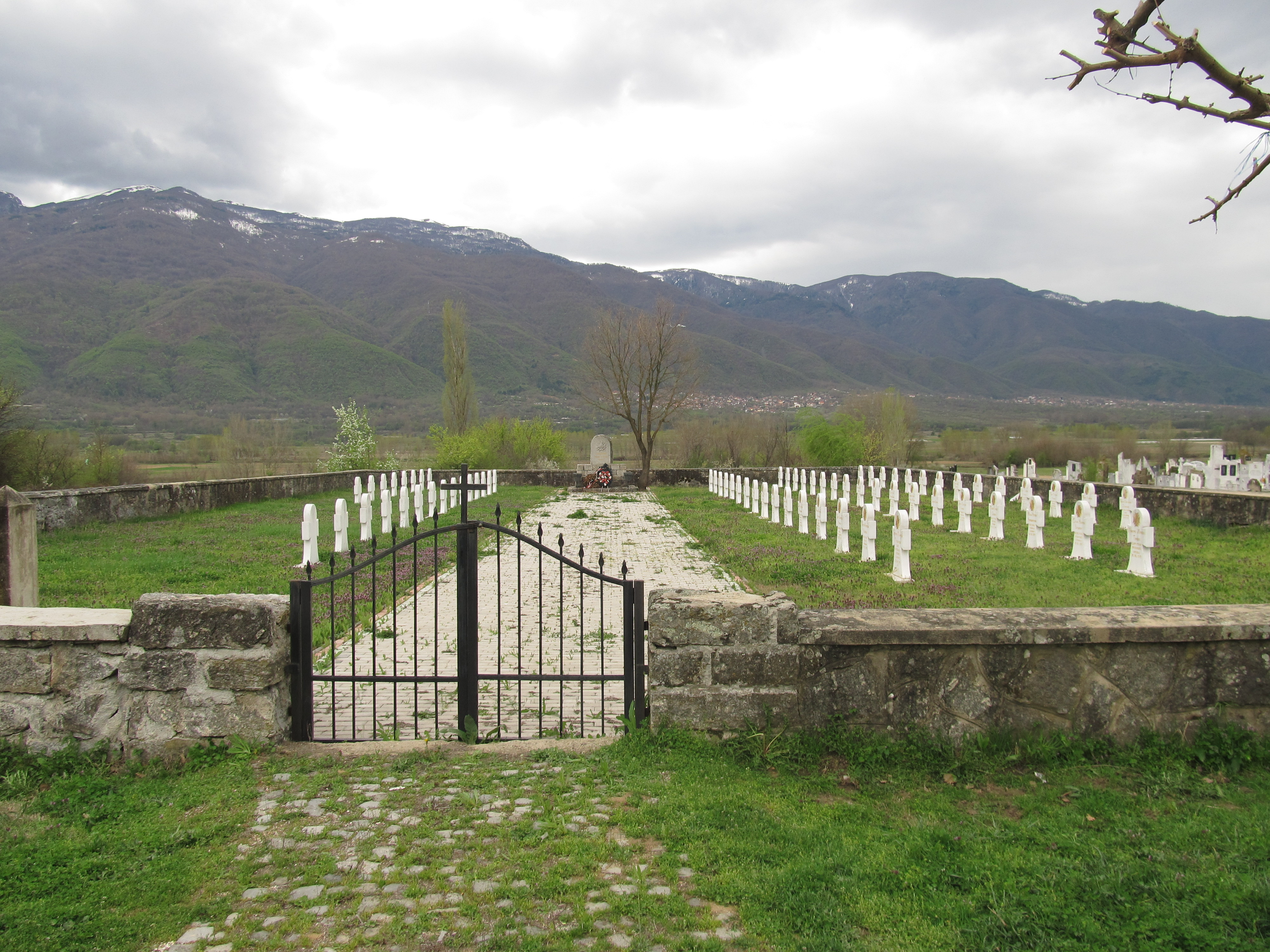
Der bulgarische Soldatenfriedhof in Novo Selo

Der bulgarische Soldatenfriedhof im nordmazedonischen Novo Selo ist einer der 471 bulgarischen Soldatenfriedhöfe auf dem Gebiet des heutigen Nordmazedonien.
Er wurde für im Balkankrieg (1912/13) und im Ersten Weltkrieg gefallene Soldaten errichtet.
Der Friedhof befindet sich südlich des Ortes Novo Selo in der gleichnamigen Gemeinde, ca. 22 km östlich von Strumica unweit des bulgarisch-nordmazedonischem Grenzübergangs Slatarewo-Novo Selo.
Er ist Ruhestätte 71 namentlich bekannter Gefallener aus dem Gebiet des heutigen Bulgariens, Nordmazedoniens, der ehemaligen Westgebiete Bulgariens in Serbien, der Dobrudscha in Rumänien, Ostthrakien in der Türkei und dem Kosovo.

## Geschichte
Die Soldaten dienten hauptsächlich in der Zweiten Thrakischen Infanteriedivision und in der Elften Makedonischen Infanteriedivision. Die meisten von ihnen kamen aus verschiedenen Teilen des heutigen Bulgariens. Fünfzehn stammten aus Dörfern und Städten im heutigen Nordmazedonien (zwei von ihnen aus Novo Selo selbst). Drei stammen aus dem Ägäischen-Makedonien, zwei aus den Westgebiete im heutigen Serbien, je einer aus Ostthrakien, dem Kosovo und der Dobrudscha. Auf dem Friedhof wurden auch ein serbischer Gefangener und später zwei serbische Gendarmen beigesetzt. Die Grabstädte wurde wahrscheinlich nach 1913 errichtet, als Infolge des Friedensvertrages von Bukarest die Region um Novo Selo an das Zarentum Bulgarien fiel.
Nach dem Ende des Zweiten Weltkriegs wurde Novo Selo Teil der jugoslawischen Teilrepublik Mazedonien. Infolge des politischen Bruches zwischen Titos Jugoslawien und dem sowjetisch geführten Ostblock 1948 wurde die Grenze zu Bulgarien geschlossen. Die traditionell engen Beziehungen wurden dadurch weitgehend unterbrochen. und der Soldatenfriedhof verfiel. 1966 erklärte der damalige Bürgermeister von Novo Selo den Friedhof für serbisch und rettete ihn damit vor der geplanten Zerstörung aller bulgarischen Soldatenfriedhöfe im Land.
Nach der Unabhängigkeit Nordmazedoniens 1991 und der Öffnung der Grenzen nach Bulgarien verbesserten sich die Beziehungen allmählich. Im Jahr 2004 informierten Bulgaren aus Nordmazedonien den Direktor des Nationalhistorischen Museums in Sofia Boschidar Dimitrow und dieser wiederum Präsident Georgi Parwanow über den schlechten Zustand des Soldatenfriedhofs. Der Präsident rief zur Restaurierung des Friedhofs auf und unterstützte diese Initiative politisch. Der damalige bulgarische Botschafter in Nordmazedonien, General Micho Michow, half bei der Erfüllung aller nach nordmazedonischem Recht erforderlichen Formalitäten, um die Genehmigung zur Restaurierung des Friedhofs zu erhalten. In der Zwischenzeit fertigte der Verein „Pliska“ neue Kreuze aus Marmor an, exakte Kopien der Originalkreuze aus Zement. Am 19. Oktober 2006 wurde die offizielle Genehmigung seitens der Nordmazedonische Behörden erteilt und die Restaurierungsarbeiten begannen. Die Mittel zur Restaurierung wurden von Milen Wrabewski und der Bulgarian Memory Foundation bereitgestellt. Die Arbeiten werden auch von den Anwohnern und der Stadtverwaltung von Novo Selo unterstützt. Am 4. November 2006, fand auf dem renovierten Soldatenfriedhof eine militärische und religiöse Zeremonie zum Gedenken an die gefallenen bulgarischen Soldaten statt. Daran nahmen der bulgarische Präsident Georgi Parwanow, Würdenträger und viele Bürger aus Bulgarien und Nordmazedonien teil.
Der Friedhof ist heute von einer Natursteinmauer umgeben. Am Eingang ist eine Infotafel in Bulgarisch, Mazedonisch und Englisch angebracht. Über den Gräbern befinden sich identische Kreuze, die dem Kreuz für Tapferkeit nachempfunden sind. Jedes Kreuz ist mit dem Namen des Gefallenen, seinem militärischen Rang, den Geburts- und Sterbedaten und seinem Geburtsort beschriftet. Im mittleren Teil ist ein gemeinsames Denkmal aus Stein mit einem eingemeißelten Tapferkeitskreuz und der Inschrift in der bis 1945 übliche bulgarische Schreibweise (Българио, за тебе тѣ умрѣха ‚Bulgarien, sie starben für dich‘) errichtet. Der Satz ist aus der 3. Strophe dem Gedicht Der Neue Friedhof bei Sliwniza der Gedichtsammlung Sliwnitza von Iwan Wasow entliehen.
Jährlich finden am 6. Mai, dem Feiertag der Bulgarischen Armee, die Hauptgedenkfeierlichkeiten statt. An denen sind neben bulgarischen und nordmazedonischen Politiker und Offiziere auch das militärisch-diplomatischen Korps in Nordmazedonien vertreten sowie Studenten und Schüler aus beiden Länder. 2023 fand erstmals ein gemeinsamer Gottesdienst der Bulgarischen und der Mazedonisch-Orthodoxen Kirche vor Ort statt.

## Eklat 2023
Im Vorfeld zur Hauptgedenkfeier am 6. Mai 2023 wurde Teilnehmern aus Bulgarien, darunter der Europaabgeordnete Andrej Kowatschew und Milen Wrabewski, die Einreise in Nordmazedonien und damit die Teilnahme an der Feier verweigert.